# Claude Michy
 (août 2025).
Si vous disposez d'ouvrages ou d'articles de référence ou si vous connaissez des sites web de qualité traitant du thème abordé ici, merci de compléter l'article en donnant les références utiles à sa vérifiabilité et en les liant à la section « Notes et références ».
Claude Michy, né le 3 avril 1949 à Clermont-Ferrand (Puy-de-Dôme), était le président du club de football clermontois Clermont Foot Auvergne 63 de l'intersaison 2005 à mars 2019. Il est aussi créateur et président de PHA Claude Michy Manager depuis 1994, et organise de nombreux évènements sportifs, notamment dans le domaine de la course automobile, comme le Grand Prix de France moto.

## Football
Il est président du Clermont Foot Auvergne 63 depuis juin 2005. Lors de sa reprise du club, il bénéficie des conseils et du soutien médiatique de son ami Francis Graille, ancien président du LOSC et du Paris-Saint-Germain. 
À son arrivée, le club est sportivement relégué en National puis repêché administrativement en Ligue 2 à la suite de la faillite de l'ASOA Valence. Claude Michy fait appel à Dominique Bijotat pour prendre en main l'équipe première, mais celui-ci lui fait faux bond, pour s'engager après seulement quelques jours d'entrainements avec le FC Sochaux. Marc Collat est désigné à sa place en tant qu'entraineur pour la saison 2005/2006, mais le club est relégué pour de bon en National.
Didier Ollé-Nicolle répond favorablement à la demande de Claude Michy pour repartir sur de nouvelles bases. L'association entre Claude Michy et Didier Ollé-Nicolle est une réussite puisque le club est sacré champion de National en 2007, en battant tous les records, puis réalise sa meilleure saison en Ligue 2 lors de sa remontée en 2007/2008 (5e place). Après le départ de Didier Ollé-Nicolle à l'OGC Nice, Claude Michy engage son troisième entraîneur officiel en la personne de Michel Der Zakarian. Sous sa houlette, le club prend encore une nouvelle dimension et rate de peu ce qui aurait pu être la première accession de son histoire en Ligue 1, le 14 mai 2010. Lors de la dernière journée de championnat, le Clermont Foot, alors 5e, perd une rencontre décisive considérée comme une « finale » face au 3e, l'AC Arles-Avignon. À l'issue de cette saison pleine d'espoirs, Claude Michy annonce un projet de montée en Ligue 1 sous 3 ans en parallèle du projet d'extension du Stade Gabriel-Montpied.
Sous sa présidence, il organise régulièrement des diners-débats en faveur des éducateurs et partenaires du club, animés par le présentateur de télévision Hervé Mathoux, supporter inconditionnel du Clermont Foot. Gérard Houllier, Guy Roux et Raymond Domenech ont été les premiers invités.

## Automobile et moto
Il est passionné de sport automobile. Il a piloté dès l'âge de 20 ans en rallye, circuit et course de côte, terminant 4e du championnat de France de Formule Renault en 1973.
Puis, il devient rapidement organisateur d'évènements sportifs et organise en 1976, le premier salon automobile de Clermont-Ferrand avec Patrick Depailler, ancien pilote de Formule 1. En 1977, en Formule Renault Europe il finit à la 15e place, devant il y a Robert Simac, Jacky Haran, Serge Saulnier (automobile), Dany Snobeck puis le championnat est gagné par Alain Prost. Il s'occupe des relations publiques du cascadeur Alain Prieur de 1978 à 1984, et devient manager du pilote de Formule 1, Patrick Tambay, pour la saison 1981/1982 chez Ferrari. Il participe ensuite à l'organisation du Paris-Dakar pour TSO (Thierry Sabine Organisation) de 1982 à 1992. Il aidera à l'organisation du prologue du Paris Dakar à Clermont en 1991 et 2004. Il fonde en 1994 la société PHA. Depuis 1994, il est Promoteur-Organisateur du Grand Prix de France moto. Il est coorganisateur de 6 éditions du Trophée Andros au Stade de France entre 1998 et 2004. Il organise toujours l'étape du Trophée Andros à Super-Besse. En 2002, il organise le Championnat du monde de motocross à Saint-Jean d'Angély puis le Championnat du monde superbike en 2005. Il coorganise le Mondial du deux roues de Paris avec Thierry Hesse en 2009.

## Sports divers
Claude Michy organise sa première compétition majeure à Clermont-Ferrand en 1992 avec les Championnats d'Europe de Boxe. Il réédite l'expérience en organisant les Championnats du Monde de Boxe Salim Medjkoune/Mahyar Monshipour à Clermont-Ferrand en 2003 et 2004. 
Il a aussi été Général Manager des Championnats d’Europe de Patinage à Lyon et organisateur des festivités d'inauguration de Vulcania en 2006.

## Sources
- Site officiel du Clermont Foot Auvergne 63
- Site officiel du Grand Prix de France Moto